# UE 산줄리아
UE 산줄리아(카탈루냐어: UE Sant Julià)는 산줄리아데로리아를 연고로 하는 안도라의 축구 클럽이다. 현재는 프리메라디비지오에 참가하고 있다.

## 성적
- 프리메라디비지오: 우승 2회 (2004–05, 2008–09)
- 코파 콘스티투시오: 우승 2회 (2007–08, 2009–10)
- 수페르코파 안도라나: 우승 2회 (2004, 2009)

## 선수 명단

### 현역
참고: FIFA 자격 규정에 따라 소속된 국가대표팀 국기를 표시합니다. 선수는 복수의 FIFA 비회원국 국적을 가지고 있을 수 있습니다.
| 번호 | 포지션 | 국적 | 이름 |
| ---- | ------ | ---- | ---- |

| 번호 | 포지션 | 국적 | 이름 |
| ---- | ------ | ---- | ---- |